# Gmina Loški Potok
Loški Potok – gmina w Słowenii. W 2002 roku liczyła 1958 mieszkańców.

## Miejscowości
Miejscowości wchodzące w skład gminy Loški Potok:

- Črni Potok pri Dragi
- Draga
- Glažuta
- Hrib-Loški Potok – siedziba gminy
- Lazec
- Mali Log
- Novi Kot
- Podplanina
- Podpreska
- Pungert
- Retje
- Srednja vas pri Dragi
- Srednja vas-Loški Potok
- Stari Kot
- Šegova vas
- Trava
- Travnik